# Chen Pokong

Chen Pokong 2011

Chen Pokong (* 20. Dezember 1963 in Santai, Sichuan, Volksrepublik China) ist der Künstlername von Chen Jinsong, einem chinesischen Autor und politischen Kommentator, der in den Vereinigten Staaten lebt. Chen ist Absolvent der Hunan-Universität und der Tongji-Universität in China sowie der Columbia-Universität in USA. Als Doktorand schickte er 1985 einen gemeinschaftlichen Brief an den ehemaligen Generalsekretär der Kommunistischen Partei Chinas, Hu Yaobang, in dem er politische Reformen forderte. Chen ist ehemaliger Professor für Wirtschaftswissenschaften und einer der Führer der Studentenproteste 1986 in Schanghai und der pro-demokratischen Bewegung 1989 in Guangdong.
Chen veranlasste, organisierte und nahm 1989 an einer Studentenbewegung in Guangzhou teil und gründete im Januar an der Sun-Yat-sen-Universität einen „Demokratiesalon“. Im April 1989 schloss er sich Chen Wei, Yu Shiwen und anderen Studentenführern an, um gemeinsam eine Demokratiebewegung in der Provinz Guangzhou zu gründen, und zur Unterstützung der Studentenproteste auf dem Tiananmen-Platz in Peking. Er wurde wegen seines Aktivismus verhaftet und musste die Jahre von 1989 bis 1993 in Haft und Zwangsarbeit verbringen. Im Jahr 1994 lieferte er den Vereinten Nationen und anderen internationalen Gremien Beweise dafür, dass China Waren, die in Arbeitslagern produziert wurden, zum Verkauf exportierten. Dies sei eine Verletzung des Völkerrechts und der Menschenrechte. Chen ging 1997 in die Vereinigten Staaten, wo er als Gastwissenschaftler an der Columbia-Universität studierte und später einen Master-Abschluss erwarb.

## Biografie
Chen Pokong ist Assistenzprofessor für Wirtschaftswissenschaften an der Zhongshan-Universität in der Stadt Guangzhou, Provinz Guangdong gewesen, als 1989 die prodemokratischen Demonstrationen in China begannen. Chen war Mitorganisator der Proteste und wurde 1989 verhaftet. Nach fast fünf Jahren Gefängnis wurde Chen 1996 in die Vereinigten Staaten verbannt. Dort wurde er Gastwissenschaftler an der Columbia-Universität, wo er einen Master-Abschluss erhielt. Chen baute in den Vereinigten Staaten als Direktor einer Wirtschaftsschule in Manhattan, New York eine Karriere auf.
In den USA tritt Chen Pokong regelmäßig als Analytiker in Programmen über aktuelle chinesische Angelegenheiten auf, darunter Voice of America, Radio Free Asia, New Tang Dynasty Television, BBC und andere. Chens Themen betreffen das politische System der Volksrepublik China, wie Demokratie, Meinungsfreiheit, Instabilität, Korruption, Wirtschaftsangelegenheiten, Militärangelegenheiten, Außenbeziehungen, grenzüberschreitende und strategische Angelegenheiten sowie politische Reformen. Chen schreibt häufig politische Kolumnen für Radio Free Asia, das Hong-Kong-Open-Magazine und andere Publikationen. Chen ist Autor mehrerer Bücher über die politische Kultur Chinas und veröffentlichte einige Bücher in Hongkong, Taiwan und Japan.
Chen schrieb als Kritiker und Schriftsteller für einige Medien und hielt Reden, unter anderem bei Radio Free Asia, Voice of America und Beijing Spring sowie bei Pressekonferenzen, Podiumsdiskussionen, und anderen Veranstaltungen.
Chen Pokong wurde von der Oxford-Union eingeladen, am 1. Juni 2017 an einer Debatte teilzunehmen. Das Thema der Debatte war „This House Welcomes China’s Impact Overseas“. (Dieses Haus begrüßt Chinas Einfluss in anderen Ländern) Chen, Sprecher der Opposition, betonte, dass China über seine Grenzen hinaus Einfluss ausübe, doch glaube er nicht, dass China daran interessiert sei, der Welt zu nützen, sondern an Chinas Eigeninteresse, insbesondere dem der Roten Elite interessiert sei. Als zweitgrößte Volkswirtschaft der Welt und jüngste Supermacht wächst Chinas Einfluss im Ausland von Tag zu Tag. Die Methoden, Prozesse und Ergebnisse zeigen jedoch, dass China im Allgemeinen nicht konstruktiv, sondern eher zerstörerisch wirkt und dass China nicht zum Weltfrieden beiträgt, sondern vielmehr Gefahren und Risiken für die Welt darstelle, erklärte Chen.

## Haftzeit
Chen Pokong wurde zweimal zu Gefängnis und Zwangsarbeit verurteilt:
- Im August 1989 wurde er wegen seiner Beteiligung an demokratischen Aktivitäten verhaftet und im Februar 1990 angeklagt „konterrevolutionäre Propaganda und Aufhetzung betrieben“ zu haben. Am 1. März 1991 wurde er vom Mittleren Volksgericht der Stadt Guangzhou zu drei Jahren Gefängnis verurteilt.[2]

- Im Oktober 1993 wurde Chen unter dem Vorwurf des „illegalen Überschreitens der Staatsgrenze“ drei Jahre zu einer Umerziehung durch Arbeit verurteilt. Das Urteil soll ohne Prozess vollzogen worden sein, wie es in China bei solch einem Urteil üblich sein soll.[2]

Chen hatte nach seiner Haftentlassung im Juli 1992 wieder politische Aktivitäten aufgenommen und wurde 1993 von der Regierung gesucht. Er floh nach Hongkong und beantragte politisches Asyl, was abgelehnt wurde. Nach seiner Rückführung wurde er in einem Zwangsarbeitslager eingesperrt.
In einem Brief an die internationale Gemeinschaft im Jahr 1994 behauptete Chen, dass Gefangene im Lager Nr. 1 für Umerziehung-durch-Arbeit in Guangzhou oft geschlagen wurden und „Bedingungen ausgesetzt seien, die grausamer, unmenschlicher und erniedrigender Behandlung gleichkommen“. Chen ließ den Brief in der zweiten Hälfte des Jahres 1994 aus dem Lager schmuggeln. Chen sagte, dass Produktionsquoten die Häftlinge dazu zwangen, 14 Stunden am Tag, sieben Tage die Woche zu arbeiten und sie nur drei Tage im Jahr frei hätten. Tagsüber hätten sie Steine von einem Steinbruch zu einem Boot transportieren und verladen müssen. Nachts seien die Gefangenen gezwungen worden, künstliche Blumen für den Export herzustellen, so Chen. Die von den Lagerbehörden gelieferten Lebensmittel seien oft unzureichend gewesen und bestanden laut Amnesty International aus „grobem Reis und faulen Gemüsen“.
Chens Brief soll erwähnt haben, dass Insassen, die etwas langsamer arbeiteten, brutal geschlagen und von Vorgesetzten und Teamleitern (selbst Insassen) misshandelt worden seien. Häftlinge sollen oft geschlagen worden sein, bis sie überall blutbefleckt waren, zusammenbrachen oder das Bewusstsein verloren. Chen erwähnte, dass kurz bevor er im Lager ankam, ein Häftling zu Tode geprügelt worden sei. Viele Häftlinge, so wie er selbst, hätten von den großen Steinen zerquetschte Hände und Füße gehabt, die mit Blut und Eiter befleckt waren, doch mussten sie weiter arbeiten. Chen bemerkte, dass dadurch viele Häftlinge verkrüppelt wurden. In seinem Brief sagte er, dass das Umerziehungslager Nr. 1 in Guangdong, Steinbruch 1, Betrieb 9 in der Gemeinde Chini, Kreis Hua, Guangdong, das „grausamste“ gewesen sei, und dass er dorthin geschickt wurde, damit die Behörden von Guangdong ihren „bitteren Hass auf ihn“ zum Ausdruck bringen konnten, so Chen.
Bei einer Aussage vor dem Kongress über das Thema der chinesischen Zwangsarbeit, bezeichnete Nancy Pelosi den Brief von Chen als „einen unwiderstehlichen Hilferuf, der die schreckliche Geschichte von Misshandlung und Sklavenarbeit“ in chinesischen Gefangenenlagern darstelle. Chen war Berichten zufolge der erste Mensch, der den Vereinten Nationen Beweise dafür geliefert haben soll, dass die chinesische Regierung und ihre Behörden durch Zwangsarbeit Produkte für den Verkauf im Ausland herstellen sollen.

## Publikationen
Zu den Büchern, Monografien und Studien, die Chen verfasste oder zu deren Autorenschaft er beigetragen hat, gehören:
- 2016: If the U.S. and China Go to War: The Battle of the Senkakus.[15]
- 2016: If the U.S. and China Go to War: This is How a Bloody U.S.-China War Could Start.[16]
- 2016: To know China, Common Sense Doesn't Work.[17]
- 2016: 100 Basic Facts about China.[18]
- 2016: Book Review on The Unwelcome Chinese.[19]
- 2015: All over the World Do Not Know Chinese.[20]
- 2015: The Unwelcome Chinese.[21]
- 2014: Power Struggle behind Red Wall.[22][3]
- 2014: Japan, US and China, Coming War in Asia.[23][24]
- 2014: Selective anticorruption in China.[25]
- 2014: Selective anticorruption in China.[26]
- 2013: Inside Story of Red Paper Tiger.[27][5]
- 2013: If U.S. and China Go to War.[28]
- 2013: China’s expansion, risky trajectory.[29]
- 2013: Strong chain to contain dictatorship.[30]
- 2013: If US, Japan, and China Go to War[6]
- 2012: Activist pessimistic on reform in China.[31]
- 2012: Chinese dissident urges Taiwan to push democracy Tiger.[32]
- 2010: Zhongnanhai's Thick Black Theory, (aka Machiavelli in Beijing).[1][33]
- 2010: Dissidents warn ‘Beijing Model’ could harm Taiwan.[34]
- 2009: A Non-governmental White Paper on the June Fourth Massacre, (co-author).[35]
- 2007: One hundred points of common sense about China.[7][36]
- 2003: Toward the Republic: A Not-So Distant Mirror.[37]
- Chen Pokong Info.[38]
- China’s economy: prosperity under a shadow.